# Pallenopsis intermedia
Pallenopsis intermedia är en havsspindelart som beskrevs av Flynn, T.T. 1928. Pallenopsis intermedia ingår i släktet Pallenopsis och familjen Phoxichilidiidae. Inga underarter finns listade i Catalogue of Life.